# Craig Volk
Craig Volk é um roteirista de seriados estadunidense.

## Filmografia

### Televisão
- 2001 Vampire High, roteirista
- 2000 Higher Ground, roteirista
- 2000 Sheena, roteirista
- 1997 Honey, I Shrunk the Kids, roteirista
- 1995 Hercules: The Legendary Journeys, roteirista
- 1994 Diagnosis Murder, roteirista
- 1991 Northern Exposure, roteirista
- 1987 The Days and Nights of Molly Dodd, roteirista